# 1868 (numero)
Milleottocentosessantotto (1868) è il numero naturale dopo il 1867 e prima del 1869.

## Proprietà matematiche
- È un numero pari.
- È un numero composto da 16 divisori: 1, 2, 4, 467, 934, 1868. Poiché la somma dei suoi divisori (escluso il numero stesso) è 1408 < 1868, è un numero difettivo.
- È un numero palindromo e un numero ondulante nel sistema posizionale a base 15 (848).
- È un numero malvagio.
- È parte delle terne pitagoriche (1401, 1868, 2335), (1868, 218085, 218093), (1868, 436176, 436180), (1868, 872355, 872357).

## Astronomia
- 1868 Thersites è un asteroide troiano di Giove del campo greco.

## Astronautica
- Cosmos 1868 è un satellite artificiale russo.